# Укрштене речи
Укрштене речи или укрштеница су врста загонетке која поред забаве, омогућава учење и проширивање општег знања.
Објављују се у специјализованим енигматским часописима, али и у осталим штампаним медијима, често као енигматски додатак на више страна. Стандардне укрштене речи су дводимензионална табела са редовима и колонама поља у које треба уписати тражене речи. По правилу се у свако поље табеле уписује по једно слово. Речи се на тај начин укрштају, а задатак решавача је да их одгонетне помоћу приложених описа (дефиниција) и тако испуни цео лик. Уписивањем онога што се зна, добија се могућност да се открију и решавачу мање познате или непознате речи, што сам чин решавања чини узбудљивим и неизвесним, док тачно попуњене укрштене речи код решавача изазивају осећај постигнућа и успеха, због чега је ова загонетка и постала тако популарна.
Укрштене речи се традиционално решавају оловком на хартији, али данас постоје и рачунарске укрштенице за чије решавање се користе тастатура и миш. Такве укрштене речи се називају „електронске“ или „онлајн“ укрштене речи.

## Историја укрштених речи
Назив првих укрштених речи на свету је оспораван. Неке такве загонетке уврштене су у ефемерну публикацију The Stockton Bee (1793–1795). Израз „укрштене речи” први пут су написане 1862. године у часопису Наш млади народ у Сједињеним Државама. Загонетке попут укрштених речи, на пример загонетке двоструког дијаманта, појавиле су се у часопису Св. Никола, који је објављиван од 1873. године. Још једне укрштене речи су се појавила 14. септембра 1890. у италијанском часопису Il Secolo Illustrato della Domenica. Дизајнирао их је Ђузепе Ајролди под називом „Per passare il tempo” („Да прође време”). Ајролдијева загонетка је била мрежа од четири са четири поља без засенчених квадрата, и укључиваола је хоризонталне и вертикалне напомене.
Проучаваоци историјата укрштених речи слажу се да је прве укрштене речи саставио Британац Артур Вин (енгл. Arthur Wynne) и објавио 21. децембра 1913. у забавном додатку њујоршког недељника Ворлд (енгл. World). За кратко време ова енигматска иновација постала је веома популарна и током раних двадесетих година 20. века су и други издавачи новина почели да је штампају у својим издањима. Током времена она је попримила своју препознатљиву форму - са црним пољима којих није било у укрштеници Артура Вина. Након успеха у Америци, пренета је и у Европу, па је тако у Енглеској прва укрштеница објављена 1922, док је 1925. у Паризу почео да излази први специјализовани лист са укрштеним речима.
Прве укрштене речи у Уједињеном Краљевству објављене су у фебруару 1922. у Пирсонс магазину (енгл. Pearson's Magazine) , а прва Тајмсова (енгл. Times) укрштеница је штампана 1. фебруара 1930. Британски аутори укрштеница су убрзо смислили нове варијације укрштених речи, а једна од њих је криптична укрштеница код које се тражена решења не описују директно, већ кроз решавање неке друге загонетке.
Сматра се да најтеже и најквалитетније укрштене речи доноси амерички Њујорк тајмс, у којем се ова загонетка без прекида објављује од 1942. године.

## Елементи укрштенице
Основни елементи стандардне укрштенице су лик (дијаграм), речи које се у њој укрштају и описи или дефиниције. Ова три елемента могу се комбиновати на разне начине, што даје више варијанти основног модела.
Лик (дијаграм укрштенице) је обично правоугаоног, а ређе квадратног облика, али може бити и сасвим неправилног облика. Величина варира од сасвим малих дијаграма, до тзв. „мамутских“ укрштеница које садрже и по више хиљада речи.
Уколико у једном реду или колони има више речи, оне се одвајају „црним пољима“. Тежња је да оваквих поља буде што мање, при чему је њихов број један од главних критеријума при оцењивању квалитета неке укрштенице. Постојање црних поља често доводи до тога да на појединим местима у укрштеници нема укрштања речи, односно, постоји само водоравна или усправна реч, а ако је у тој речи више таквих „изолованих поља“ решавање укрштенице је отежано, што се сматра недостатком и одступањем од правила.
У скандинавским укрштеницама тај проблем не постоји, будући да су једнословни појмови описани. Распоред црних поља може бити симетричан (по вертикалној или хоризонталној оси) или асиметричан (слободан). Симетрични распоред је унапред задат и састављачу је због тога знатно отежано састављање, док код несиметричног распореда састављач у току израде укрштенице уноси та поља, што знатно олакшава само састављање.
Конструкција лика треба да обезбеди и везу између речи (решења) и описа (дефиниције). С обзиром на то, укрштенице се деле на:
- класичне - где се веза између решења и описа обезбеђује обројчавањем, односно доделом редних бројева речима у лику, при чему се описи дају у одвојеном тексту, углавном испод дијаграма укрштенице или лево од њега;
- скандинавке - код којих су описи унети у неискоришћена поља дијаграма на тај начин да је у горњем делу описног поља унет опис за водоравну реч, а у доњем делу поља (одвојеног водоравном линијом) опис за усправну реч.

Речи су најзначајнији елемент укрштенице. У начелу је дозвољено користити све граматичке врсте, али уз значајна ограничења у погледу избора и облика. Поред појединачних речи, могу да се користе и појмови са више речи, нарочито ако је укрштеница тематска (називи књижевних дела, сложени топоними, синтагме, пословице, називи значајних догађаја и др). Такође се користе и скраћенице, разне ознаке, акроними и сл. У српској енигматици речи од два слова могу бити било која комбинација слова, без ограничења, с тим да се кроз одговарајуће описе омогући решавачу да дође до решења.
Ова правила нису иста у свим земљама. У укрштеницама које се објављују у САД дијаграм је квадратног облика, речи не могу бити краће од 3 слова, а лик мора бити централно симетричан, тј. кад се обрне за 180 степени да се добије потпуно иста слика. У словеначкој енигматици нису дозвољене речи од једног слова, речи од два слова се не описују, а користе се само именице у једнини.
Ограничења у избору речи и појмова постоје у српској енигматици као прећутна пракса, коју је усвојила већина енигмата, али не и као прописан и верификован стандард.
Описи (дефиниције) су текстови који објашњавају тражену реч. Свака реч у укрштеници мора да има опис (осим једнословних речи у неким случајевима). Постоје и укрштенице без описа (криптограмне, бројчане, скандисмерке, шестосмерке, осмосмерке) у које се слова, односно речи, уносе према неким другим критеријумима.

## Врсте укрштених речи
Поред стандардне форме, данас постоји већи број разних врста укрштеница с обзиром на лик, број црних поља, описе, избор речи итд. Овде су наведене оне које се највише срећу у енигматској штампи на подручју Србије и бивше Југославије.
- Класична (стандардна) укрштеница — правоугаоног или ређе квадратног облика, са унутрашњим или спољним обројчењем, издвојених описа;
- Бела укрштеница — црна поља нису унета у дијаграм тако да решавач, поред уписивања тражених речи, мора да открије и уцрта положај црних поља;
- Скандинавка — описи (дефиниције) нису издвојени, већ су уписани у саму укрштеницу на местима црних поља, или у рубним описним пољима (додатном реду и додатној колони на горњој и левој страни дијаграма. Ова енигматска врста је најпопуларнија на подручју Србије и бивше Југославије.
- Швајцарска укрштеница — уместо црних поља, речи унутар лика се раздвајају „пречкама“, (дебелим црним линијама), па су на тај начин искоришћени сви квадратићи унутар лика;
- Хаос укрштеница — у овом случају описи су измешани, а решавач треба да открије који опис се односи на коју реч у лику;
- Аритмогрифна укрштеница (бројаница) — ова укрштеница нема описе, а сва поља су нумерисана. У укрштеницу се уписује један или два основна појма и слова у тим речима се нумеришу, односно свако слово добије свој број. По правилу да сваком броју одговара одређено слово, укрштеница се решава заменом свих бројева одговарајућим словима;
- Криптограмна укрштеница — слична је претходној с тим да сваком броју одговарају по три слова, што значи да не постоји једнозначан однос бројева и слова као у аритмогрифној укрштеници. Од та три слова два су унапред дата, а треће непознато се добија одгонетањем основног појма (или основних појмова) укрштенице;
- Мозаичка укрштеница — код ове укрштенице дата су само решења (обично поређана по азбуци), а решавач мора пронаћи њихова места у дијаграму и уписати их;
- Домино укрштеница (слагалица) — укрштеница без описа у којој су задани квадратни или правоугаони исечци испуњеног лика (слични домино-плочицама), а решавач мора да их сложи у лик да би добио коректну укрштеницу;
- Слоговна укрштеница — у ћелије лика се уписују слогови, а не појединачна слова;

## Укрштене речи у Србији
Прва модерна укрштеница у Србији објављена је 18. марта 1925. у „Илустрованом листу“, а потом и у „Дечјим новинама“ број 2 од октобра 1925. Аутор ове друге је извесни Ч. Алексијевић Браца. У дневном листу „Политика“ укрштене речи су почеле да се редовно објављују од 2. марта 1933, а после прекида у ратном периоду, од 18. новембра 1952.
Укрштене речи су у Србији, као и у другим земљама, стекле велику популарност тако да су се већ између два светска рата појавили и први енигматски листови где су најзаступљенија загонетка биле укрштене речи. Убрзо након завршетка Другог светског рата појавили су се нови енигматски листови, да би крајем деведесетих година 20. века дошло до експанзије енигматске штампе, тако да данас у Србији излази око 80 енигматских листова. Скоро све новине и часописи имају по неку укрштеницу или периодичне енигматске додатке. Неки од ових листова имају фиксиране периоде и датуме излажења, а неки излазе повремено, без унапред одређеног датума. Већину енигматских листова издају приватни издавачи, од којих су многи енигмати, а мањи број је у власништву великих издавачких кућа као што су „Политика“ или „Вечерње новости“.
Најдуговечнији енигматски лист у Србији је „Енигма“, чији је први број изашао 7. јула 1951, а угашен је 1. маја 2023. године. Био је у дугом периоду једно од издања новинске куће „Вечерње новости“.
Задњих година се у домаћој енигматици усталио тип укрштених речи који би се условно могао назвати српски модел. То је рад код кога се речи тако укрсте да образују празан квадратолики простор 6х6 поља или већи, без црних поља унутар њега (у енигматском жаргону тај се простор зове „белина“). Кроз овакву белину обично пролазе један или више тематских појмова. Белина 6х6 или већа сматра се значајним енигматским достигнућем, поготово када је у њу укомпоновано два или више тематских појмова. Ова белина се у другим језицима тешко може остварити, али језик и структура речи у српском језику ово дозвољавају.
Неке од честих особа које се појављују у српским укрштеним речима су Ото Лого, Ита Рина, и Ив Монтан.